# Canal San Bovo
Canal San Bovo est une commune italienne d'environ 700 habitants située dans la province autonome de Trente, en région Trentin-Haut-Adige, dans le Nord-Est de l'Italie.

## Géographie
Canal San Bovo se situe à environ 50 km au nord-est de Trente. Une partie de son territoire se trouve sur le parc naturel Paneveggio - Pale di San Martino.

## Histoire
Le maire de la ville, Luigi Zortea, est mort dans l'accident du vol 447 Air France le 1er juin 2009.

## Administration
| Période                                  | Période  | Identité        | Étiquette | Qualité                    |
| ---------------------------------------- | -------- | --------------- | --------- | -------------------------- |
| 2004                                     | 2009     | Luigi Zortea    |           |                            |
| 2009                                     | 2010     | Renato Loss     |           | adjoint, maire par intérim |
| 2010                                     | 2015     | Mariuccia Cemin |           |                            |
| 2015                                     | en cours | Albert Rattin   |           |                            |
| Les données manquantes sont à compléter. |          |                 |           |                            |

### Hameaux
Zortea, Prade, Cicona, Gobbera, Caoria, Ronco.

### Communes limitrophes
Les communes limitrophes sont  Castello Tesino, Cinte Tesino, Imer, Lamon, Mezzano, Pieve Tesino, Predazzo, Primiero San Martino di Castrozza, Sovramonte et Ziano di Fiemme.

## Jumelages
- Civitella Alfedena (Italie)